# Barnens bibliotek
Barnens bibliotek är en svensk webbplats för barn och unga, 8–12 år, som "tipsar och berättar om böcker och bokskapare och skapar läslust genom tävlingar, reportage och pyssel med tydligt litteraturfokus". Därtill finns även avdelningar för bibliotek och vuxna.
Uppdraget är att skapa läslust samt att bygga ett intresse för litteratur och skrivande. Vidare ska sajten vara en resurs för skola och bibliotek. Tjänsten finansieras och drivs av Kultur i Väst som senare blev Förvaltningen för kulturutveckling inom Västra Götalandsregionen.
Förutom boktips (även på teckenspråk) finns intervjuer av författare, mängder av länkar kring barnlitteratur, spel, tävlingar, katalog över barn- och ungdomslitteratur mm.